# Ett fel närmare rätt
Ett fel närmare rätt är musikgruppen Den svenska björnstammens debutalbum som släpptes den 22 februari 2012.

## Låtlista
| Nr           | Titel                         | Längd |
| ------------ | ----------------------------- | ----- |
| 1.           | Ett fel närmare rätt          | 4:26  |
| 2.           | Svalkar vinden                | 3:09  |
| 3.           | Ledig                         | 3:31  |
| 4.           | Samtidigt                     | 0:14  |
| 5.           | Mörkt kallt ljus              | 2:07  |
| 6.           | Trumma trumma                 | 3:00  |
| 7.           | Vart jag mig i världen vänder | 3:32  |
| 8.           | Indie train                   | 1:31  |
| 9.           | Detta har hänt                | 3:25  |
| 10.          | Who's that girl               | 3:18  |
| 11.          | Flyga                         | 2:43  |
| 12.          | Iris                          | 2:24  |
| Total längd: | Total längd:                  | 33:20 |

### Fotnoter
1. ↑  Hånberg Alonso, Daniel. ”Den Svenska Björnstammen: Ett fel närmare rätt”. Gaffa. Arkiverad från originalet den 2 februari 2017. https://web.archive.org/web/20170202005151/http://gaffa.se/recension/57570. Läst 22 januari 2017.